# Diocesi di Villa de la Concepción del Río Cuarto

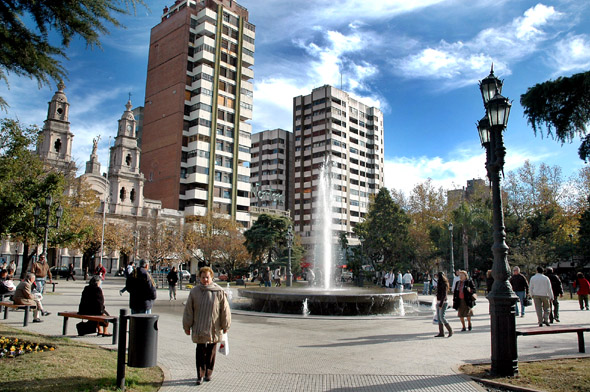
Scorcio della città di Río Cuarto e della sua cattedrale.

La diocesi di Villa de la Concepción del Río Cuarto (in latino Dioecesis Rivi Quarti Immaculatae Conceptionis) è una sede della Chiesa cattolica in Argentina suffraganea dell'arcidiocesi di Córdoba. Nel 2023 contava 321.750 battezzati su 484.500 abitanti. È retta dal vescovo Adolfo Armando Uriona, F.D.P.

## Territorio
La diocesi comprende nella provincia di Córdoba in Argentina i dipartimenti di General Roca, Juárez Celman, Presidente Roque Sáenz Peña e Río Cuarto, e la parte dei dipartimenti di Marcos Juárez e di Unión che si estende a sud della linea ferroviaria tra Corral de Bustos e Pascanas.
Sede vescovile è la città di Río Cuarto, dove si trova la cattedrale dell'Immacolata Concezione.
Il territorio si estende su 58.519 km² ed è suddiviso in 52 parrocchie, raggruppate in otto decanati: Inmaculada Concepción, La Merced, San Cayetano, Canals, General Cabrera, Laboulaye, La Carlota e Sampacho.

## Storia
La diocesi di Río Cuarto fu eretta il 20 aprile 1934 con la bolla Nobilis Argentinae nationis di papa Pio XI, ricavandone il territorio dall'arcidiocesi di Córdoba.
Il 12 luglio 1995 ha assunto il nome attuale.

## Cronotassi dei vescovi
Si omettono i periodi di sede vacante non superiori ai 2 anni o non storicamente accertati.
- Leopoldo Buteler † (13 settembre 1934 - 22 luglio 1961 deceduto)
- Moisés Julio Blanchoud † (6 settembre 1962 - 7 gennaio 1984 nominato arcivescovo di Salta)
- Adolfo Roque Esteban Arana † (6 agosto 1984 - 22 aprile 1992 ritirato)
- Ramón Artemio Staffolani † (22 aprile 1992 succeduto - 21 febbraio 2006 ritirato)
- Eduardo Eliseo Martín (21 febbraio 2006 - 4 luglio 2014 nominato arcivescovo di Rosario)
- Adolfo Armando Uriona, F.D.P., dal 4 novembre 2014

## Statistiche
La diocesi nel 2023 su una popolazione di 484.500 persone contava 321.750 battezzati, corrispondenti al 66,4% del totale.
| anno | popolazione | popolazione | popolazione | presbiteri | presbiteri | presbiteri | presbiteri                | diaconi | religiosi | religiosi | parrocchie |
| anno | battezzati  | totale      | %           | numero     | secolari   | regolari   | battezzati per presbitero | diaconi | uomini    | donne     | parrocchie |
| ---- | ----------- | ----------- | ----------- | ---------- | ---------- | ---------- | ------------------------- | ------- | --------- | --------- | ---------- |
| 1950 | 295.000     | 300.000     | 98,3        | 67         | 31         | 36         | 4.402                     |         | 81        | 137       | 25         |
| 1965 | 325.000     | 360.000     | 90,3        | 87         | 47         | 40         | 3.735                     |         | 53        | 200       | 42         |
| 1970 | 310.000     | 350.000     | 88,6        | 82         | 48         | 34         | 3.780                     |         | 41        | 151       | 43         |
| 1976 | 323.000     | 380.000     | 85,0        | 75         | 45         | 30         | 4.306                     |         | 40        | 80        | 44         |
| 1980 | 444.000     | 462.000     | 96,1        | 70         | 46         | 24         | 6.342                     |         | 27        | 104       | 46         |
| 1990 | 519.000     | 546.000     | 95,1        | 74         | 56         | 18         | 7.013                     | 5       | 20        | 64        | 46         |
| 1999 | 394.700     | 415.000     | 95,1        | 91         | 80         | 11         | 4.337                     | 17      | 24        | 78        | 47         |
| 2000 | 394.700     | 415.000     | 95,1        | 91         | 77         | 14         | 4.337                     | 17      | 23        | 77        | 47         |
| 2001 | 399.000     | 416.000     | 95,9        | 95         | 80         | 15         | 4.200                     | 18      | 19        | 70        | 48         |
| 2002 | 403.000     | 420.000     | 96,0        | 93         | 80         | 13         | 4.333                     | 17      | 17        | 75        | 48         |
| 2003 | 417.050     | 439.008     | 95,0        | 95         | 83         | 12         | 4.390                     | 17      | 16        | 73        | 48         |
| 2004 | 391.400     | 412.000     | 95,0        | 91         | 81         | 10         | 4.301                     | 17      | 12        | 63        | 48         |
| 2010 | 427.000     | 453.000     | 94,3        | 94         | 84         | 10         | 4.542                     | 10      | 25        | 69        | 52         |
| 2014 | 447.000     | 470.000     | 95,1        | 100        | 87         | 13         | 4.470                     | 12      | 20        | 51        | 52         |
| 2017 | 462.000     | 485.000     | 95,3        | 94         | 83         | 11         | 4.914                     | 13      | 14        | 53        | 52         |
| 2020 | 476.200     | 499.800     | 95,3        | 89         | 78         | 11         | 5.350                     | 21      | 14        | 42        | 52         |
| 2022 | 319.897     | 481.660     | 66,4        | 82         | 74         | 8          | 3.901                     | 20      | 11        | 38        | 52         |
| 2023 | 321.750     | 484.500     | 66,4        | 80         | 72         | 8          | 4.021                     | 22      | 11        | 36        | 52         |